# Neuvéglise-sur-Truyère
Neuvéglise-sur-Truyère – gmina we Francji, w regionie Owernia-Rodan-Alpy, w departamencie Cantal. W 2013 roku liczba ludności wynosiła 1747 mieszkańców. 
Gmina została utworzona 1 stycznia 2017 roku z połączenia czterech ówczesnych gmin: Lavastrie, Neuvéglise, Oradour oraz Sériers. Siedzibą gminy została miejscowość Neuvéglise.